# Marta Dusseldorp
Marta Dusseldorp (née en 1973) est une actrice australienne,.

## Filmographie

### Cinéma
| Année | Titre               | Role             |               |
| ----- | ------------------- | ---------------- | ------------- |
| 2013  | Les Voies du destin | Memsahib         |               |
| 2011  | Burning Man         | Lisa             |               |
| 2002  | Baggage Claim       | Lisa             | court métrage |
| 2001  | Elly                | Elly             | court métrage |
| 2000  | Innocence           | Monique          |               |
| 1998  | Praise              | Rachel           |               |
| 1997  | Paradise Road       | Helen van Praagh |               |

### Télévision
- 2013–2018 A Place to Call Home, série télévisée : Sarah Adams / Bridget Adams
- 2010 Rescue : Unité Spéciale, : Lisa Hartigan
- 2000 Fréquence Crime (Murder Call), : Marion Dreyfuss